# تپه ارمنی زاویه
تپه ارمنی زاویه مربوط به هزاره اول قبل از میلاد - سدهٔ ۷ ه‍.ق است و در شهرستان خوی، بخش صفاییه، دهستان سکمن آباد، روستای زاویه واقع شده و این اثر در تاریخ ۲۵ آبان ۱۳۸۷ با شمارهٔ ثبت ۲۳۵۰۸ به‌عنوان یکی از آثار ملی ایران به ثبت رسیده است.